# Calceolaria bogotensis
Calceolaria bogotensis là một loài thực vật có hoa trong họ Calceolariaceae. Loài này được (Pennell) Pennell mô tả khoa học đầu tiên năm 1951.